# استفانو اسکوگنامیلو
استفانو اسکوگنامیلو (انگلیسی: Stefano Scognamillo؛ زادهٔ ۴ مهٔ ۱۹۹۴) بازیکن فوتبال است.
از باشگاه‌هایی که در آن بازی کرده‌است می‌توان به باشگاه فوتبال آسکولی و باشگاه فوتبال پارما اشاره کرد.